# 128-я пехотная бригада (Великобритания)
128-я пехотная бригада (англ. 128th Infantry Brigade), также известная как Гэмпширская или Хэмпширская бригада (англ. Hampshire Brigade) — пехотная часть (бригада) британской армии. Во время Первой мировой войны располагалась в Британской Индии. Во время Второй мировой войны  сражалась на заключительных этапах Североафриканской кампании в Тунисе и в итальянской кампании, а затем в Гражданской войне в Греции. На протяжении своего существования бригада почти полностью состояла из батальонов Хэмпширского полка. Расформирована к 1960-м годам.

## История службы

### Добровольческая бригада
8 декабря 1888 года был подписан меморандум Стэнхоупа, который предложил всестороннюю схему мобилизации для частей Добровольческих сил, предусматривающую возможность формирования бригад на случай боевых действий. В мирное время эти бригады обеспечивали возможность проведения совместных учений. В соответствии с этой схемой из пять добровольческих батальонов Гэмпширского полка была образована Портсмутская бригада (англ. Portsmouth Brigade). В её состав входили:
- Штаб-квартира (Лондон, Пиккадилли, дом 84)
- 1-й добровольческий батальон Гэмпширского полка (Уинчестер)
- 2-й добровольческий батальон Гэмпширского полка (Саутгемптон)
- 3-й (личный герцога Коннахта) добровольческий батальон Гэмпширского полка[англ.] (Портсмут)
- 4-й добровольческий батальон Гэмпширского полка (изначально был в Портлендской бригаде, после её расформирования перешёл в Портсмутскую)
- 5-й (острова Уайт, принцессы Беатрис) добровольческий батальон Гэмпширского полка[англ.] (Ньюпорт)
- Вспомогательное отделение (позже рота Королевского армейского служебного корпуса[англ.])
- Рота носильщиков (позже в составе Королевского армейского медицинского корпуса)

Первым командиром бригады был полковник сэр Уильям Хамфери, 1-й баронет, бывший командир 1-го добровольческого батальона (назначен 26 января 1889 года). Его преемником стал полковник достопочтенный Генри Кричтон из 21-го уланского полка, при котором гарнизоном полка стал Замок Нетли. Добровольческие бригады были реорганизованы в 1902 году, однако Портсмутская бригада не претерпела изменений, за исключением переименования в Гэмпширскую бригаду (англ. Hampshire Brigade). В 1911 году Кричтон ушёл в отставку и был посвящён в рыцари ордена Бани.

### Территориальные силы
В ходе реформ Холдейна Добровольческие силы были преобразованы в Территориальные силы, а добровольческие батальоны получили номера в соответствующих частях. В состав Территориальных сил были включены формирования более высокого порядка: Гэмпширская бригада стала частью Уэссексской дивизии.  Одна бригада территориальных сил Великобритании насчитывала четыре батальона. Так, в составе Гэмпширской бригады были следующие части:
- Штаб-квартира (Саутгемптон, Карлтон-плейс, дом 30)
- 4-й батальон Гэмпширского полка (Уинчестер)
- 5-й батальон Гэмпширского полка (Саутгемптон)
- 6-й (личный герцога Коннахта) батальон Гэмпширского полка (Портсмут)
- 7-й батальон Гэмпширского полка (Борнмут)
- 4-е (Гэмпширское) отделение Уэссексской дивизионной роты связи[англ.], Корпус королевских инженеров
- Рота Гэмпширской бригады Королевского армейского служебного корпуса[англ.] (Дрилл-Холл, Редан-Хилл, Олдершотский гарнизон[англ.])

8-й (стрелков острова Уайта, принцессы Беатрис) батальон не был закреплён за бригадой, а по распоряжению Южного командования вошёл в состав Береговой обороны Южного и Юго-Западного побережья (англ. Southern and South Western Coast Defences).

### Первая мировая война
29 июля 1914 года Уэссексская дивизия несла повседневную службу на Солсберийской равнине, когда поступили сообщения о приведении частей в боевую готовность. На следующий день дивизию распределили по позициям в Сомерсете, Девоне и Корнуолле. 4 августа поступил приказ о мобилизации войск, с 10 по 13 августа личный состав дивизии был собран на Солсберийской равнине, где начались приготовления к боевым действиям.
В самом начале Первой мировой войны частям Территориальных сил поступило предложение о службе за пределами Великобритании. 15 августа Военное министерство Великобритании выпустило инструкции о необходимости выделить военнослужащих, желающих нести службу на территории Британских островов, и вывести их в резервные части. 31 августа поступило распоряжение о формировании воинских частей 2-го эшелона в дополнение к частям 1-го эшелона, в которых более 60% личного состава записались добровольцами для службы за пределами Британских островов. Наименования новых частей были теми же, но с префиксом «2/». Таким образом создавались резервные батальоны, бригады и дивизии в дополнение к тем, кто отправлялся служить за пределами островов.
24 сентября по специальному распоряжению военного министра Герберта Китченера Уэссексская дивизия взяла на себя обязанность отправиться в Британскую Индию, чтобы позволить регулярным частям оттуда перебраться на Западный фронт. Пехотные батальоны дивизии (без штаба бригады) покинули Саутгемптон 8 октября, прибыв в Бомбей, после чего были распределены по гарнизонам Индии, перейдя на несение службы в режиме мирного времени. Гэмпширская бригада в целом не несла службу как единое формирование, хотя с мая 1915 года и носила единое название 128-я (Гэмпширская) бригада (англ. 128th (Hampshire) Brigade).
Как только Уэссексская дивизия отправилась в Индию, началось формирование 2-й Уэссексской дивизии (англ. 2nd Wessex Division) и батальонов 2-го эшелона в Великобритании. Обучение личного состава велось настолько быстрыми темпами, что её отправили в Индию уже в декабре 1914 года. Новые сформированные части получили названия — 45-я (2-я Уэссексская) пехотная дивизия и 134-я (2/1-я Гэмпширская) пехотная бригада. Бригадный генерал Джордж Николсон, командовавший Гэмпширской бригадой с 14 февраля 1914 года, стал временным командиром 2/1-й Гэмпширской бригады и убыл в Индию, приняв командование частями 2-го эшелона, прежде чем вернуться в Великобританию.
К началу 1915 года возникла необходимость переброски войск из Индии на разные театры военных действий. В частности, части обеих Уэссексских дивизий воевали на Месопотамском фронте: к концу войны в Индии остался всего один батальон из обеих Гэмпширских бригад.
Всего в годы Первой мировой войны в состав бригады входили:
- 1/4-й батальон Гэмпширского полка — убыл в Месопотамию 17 марта 1915 года в составе 33-й бригады 12-й Индийской дивизии
- 1/5-й батальон Гэмпширского полка — оставался в Индии во время войны, участвовал в Третьей англо-афганской войне
- 1/6-й (личный герцога Коннахта) батальон Гэмпширского полка — убыл в Месопотамию 18 сентября 1917 года в составе 52-й бригады 15-й Индийской дивизии
- 1/7-й батальон Гэмпширского полка — убыл в Аден 8 января 1918 года

### Межвоенные годы
Сразу после окончания Первой мировой войны Территориальные силы были расформированы, но в 1920-е годы их восстановили уже в виде Территориальной армии. В её составе бригада получила в 1920 году наименование 128-я (Гэмпширская) пехотная бригада (англ. 128th (Hampshire) Infantry Brigade), войдя в состав 43-й дивизии. Она включала четыре батальона Гэмпширского полка, но в последующие годы состав бригады менялся неоднократно. В 1923 году 5-й и 7-й батальоны были объединены в один 5/7-й батальон Гэмпширского полка. Позже их заменил в бригаде 8-й (стрелков острова Уайт) батальон Гэмпширского полка.
В 1937 году 8-й (стрелков острова Уайт) батальон был передан в распоряжение Королевской артиллерии и получил название принцессы Беатрис (стрелков острова Уайт) тяжёлый полк (англ. The Princess Beatrice's (Isle of Wight Rifles) Heavy Regiment). В 1938 году размер пехотной бригады Британской армии сократился с четырёх пехотных батальонов до трёх. В связи с этим 6-й (личный герцога Коннахта) батальон Гэмпширского полка, как и 8-й, был передан Королевской артиллерии, став известным как 59-й (герцога Коннахта Гэмпширский) противотанковый полк Королевской артиллерии (англ. 59th (Duke of Connaught's Hampshire) Anti-Tank Regiment, Royal Artillery) в составе 43-й дивизии. Их в бригаде заменил 4-й батальон Дорсетского полка, находившийся прежде в 129-й (Юго-Западной) пехотной бригаде. Позже бригада была окончательно переименована в 128-ю пехотную бригаду.
Весной — летом 1939 года численность Территориальной армии удвоилась, а всем воинским формированиям было дано распоряжение сформировать резервные формирования: 4-й батальон был разделён на 1/4-й и 2/4-й батальоны, а 5/7-й батальон был разделён на 5-й и 7-й батальоны. В то же время, в отличие от остальных территориальных дивизий, которые создавали «дубликаты» собственных частей, 43-я Уэссексская дивизия была разделена по географическому принципу: части из Дорсета, Уилтшира и Гэмпшира остались в распоряжении 43-й дивизии, а части из Девоншира, Сомерсета и Корнуолла были переведены в 45-ю пехотную дивизию. Таким образом, образованные недавно 7-й Гэмпширский и 4-й Дорсетский полки были переданы 130-й пехотной бригаде, а в распоряжении 128-й бригады остались 1/4-й и 1/5-й Гэмпширские батальоны (части 1-го эшелона) и 2/4-й батальон (часть 2-го эшелона).

### Вторая мировая война
После начала Второй мировой войны 128-я пехотная бригада была мобилизована. Она несла службу в составе 43-й дивизии и готовилась к переброске на франко-бельгийскую границу в составе Британских экспедиционных сил. Командиром бригады был бригадир Фредерик Браунинг, офицер Гренадерской гвардии. Однако бригада в бой так и не вступила после того, как союзники потерпели поражение под Дюнкерком и вынуждены были эвакуироваться. Дивизия осталась в Кенте, готовясь к отражению возможного немецкого вторжения в Великобританию.
6 июня 1942 года 43-я Уэссексская дивизия была преобразована в «смешанную дивизию», а в её составе 34-я бронетанковая заняла место 128-й пехотной, которая, в свою очередь, была переведена 15 августа того же года в состав 46-й пехотной дивизии, оставаясь там до конца войны. Бригада участвовала в операции «Факел» по высадке союзников в Северной Африке, в отражении наступления немецких войск в Тунисе в рамках операции «Бычья голова» весной 1943 года и в сражениях в Италии. 128-я бригада участвовала в высадке в Салерно в сентябре 1943 года, в сражении за Неаполь и за Готскую линию. В конце 1944 года была переброшена в Грецию для урегулирования последствий начавшейся после изгнания немцев гражданской войны. Войну закончила в Австрии.
Всего в годы Второй мировой войны в состав бригады входили:
- 1/4-й батальон Гэмпширского полка
- 5-й батальон Гэмпширского полка
- 2/4-й батальон Гэмпширского полка (до 9 мая 1943)
- Противотанковая рота 128-й пехотной бригады (с 19 мая 1940 по 20 декабря 1941)
- 2-й батальон Гэмпширского полка (с 10 мая 1943)

### Послевоенные годы
После того, как 1 января 1947 года Территориальная армия претерпела изменения, 128-ю пехотную бригаду также преобразовали в составе 43-й дивизии так, что она более не была исключительно Гэмпширским воинским формированием:
- 4-й батальон Королевского Гэмпширского полка (Винчестер)
- 4-й батальон Оксфордширского и Букингемширского лёгкого пехотного полка[англ.] (Оксфорд)
- 4/6-й батальон Королевского Беркширского полка (Рединг, Беркшир)

В 1960-е годы бригада окончательно прекратила своё существование.

## Командиры
Портсмутская / Гэмпширская бригада
- Полковник сэр Уильям Хамфери[англ.], 1-й батальон (26 января 1889)
- Полковник достопочтенный Генри Г.Л. Кричтон (англ. Henry G.L. Crichton), офицерский резерв (9 мая 1895 — 1911)
- Полковник (позже бригадный генерал) Джордж Харви Николсон (англ. George Harvey Nicholson)[21], произведён в генералы по ходу Первой мировой войны (с 14 февраля 1914)

128-я пехотная бригада (Вторая мировая война)
- Бригадир Э.Д.Х. Толмаш (англ. E.D.H. Tollemache, до 31 октября 1939)
- Бригадир К.Х. Вудхаус (англ. C.H. Woodhouse, 31 октября 1939 — 19 апреля 1940)
- Подполковник А.Л. Скейф (англ. A.L. Scaife, и.о., 19 — 28 апреля 1940)
- Бригадир Р.Ф.Х. Мэсси-Уэстроп (англ. R.F.H. Massy-Westrop, 28 апреля — 14 мая 1940)
- Бригадир Ф.А.М. Браунинг (14 мая 1940 — 20 февраля 1941)
- Бригадир М.Э. Джеймс[англ.] VC (20 февраля 1941 — 21 мая 1943)
- Подполковник Х.К.К. Ньюнем (англ. H.C.C. Newnham, и.о., 21 мая — 10 июня 1943)
- Бригадир М.Э. Джеймс[англ.] VC (10 июня — 20 сентября 1943)
- Бригадир Дж.Л. Спенсер (англ. J.L. Spencer, 20 сентября — 5 ноября 1943)
- Подполковник Р. Чендлер (англ. R. Chandler, 5 — 14 ноября 1943)
- Бригадир Т.П.Д. Скотт[англ.] (14 ноября 1943 — 24 января 1944)
- Бригадир Д.Э. Кендрю[англ.] (24 января — 8 декабря 1944)
- Подполковник Дж.Х.Х. Робинсон (англ. J.H.H. Robinson, и.о., 8 декабря 1944 — 28 января 1945)
- Бригадир Д.Э. Кендрю[англ.] (с 28 января 1945)

## Кавалеры креста Виктории
- Капитан Ричард Уэйкфорд[англ.] (2/4-й батальон, Королевский Гэмпширский полк, Вторая мировая война)
- Лейтенант Джерард Росс Нортон[англ.] (1/4-й батальон, Королевский Гэмпширский полк, Вторая мировая война)